# Mary Ellen Edwards
Mary Ellen Edwards, également connue sous le nom de MEE, née le 9 novembre 1838 à Kingston upon Thames et morte le 22 décembre 1934, est une artiste et illustratrice britannique. Elle contribue à de nombreux journaux, périodiques et livres pour enfants.

## Biographie

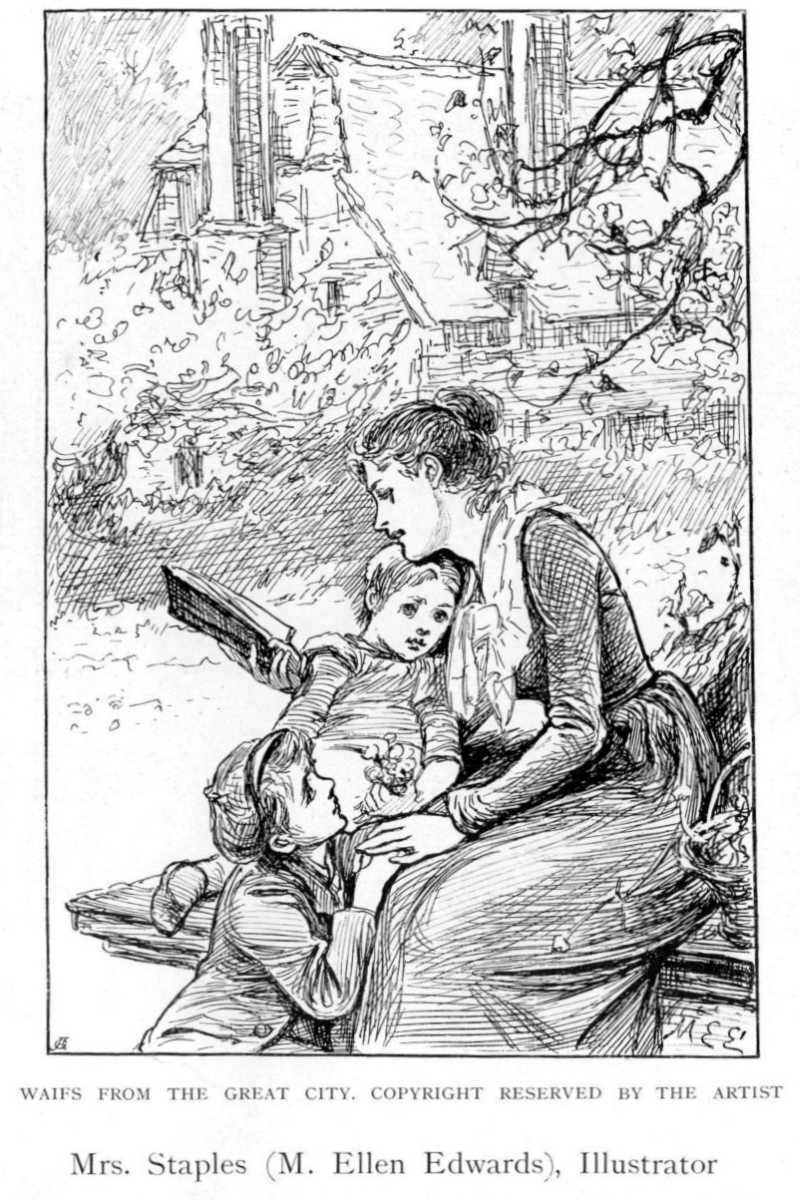
Waifs de la Grande Ville

### Éducation
Mary Ellen Edwards est la fille de Mary Johnson et Downes Edwards, agriculteur et ingénieur qui est le créateur de plusieurs inventions réussies. Elle naît dans la ferme de son père à Surbiton le 9 novembre 1838. Elle est issue d'une famille d'artistes. Son oncle est Edward Killingworth Johnson et l'oncle de sa mère est James Wright, tous deux sont membres de la Royal Watercolour Society. Elle passe ses premières années avec sa famille à Surbiton, sur l'île de Man, à South Kensington et à Chelsea, à Londres.
Elle ne reçoit pas de formation académique en art car elle n'y a pas accès, là ou elle grandit. Cependant, elle fréquente la South Kensington School of Art pendant un trimestre. Elle déménage fréquemment lorsqu'elle est enfant et même à l'âge adulte, ce qui l'empêche de poursuivre ses études pendant de longues périodes au même endroit.

### Carrière
Elle commence sa carrière artistique dès son plus jeune âge avec l'aquarelle. À 12 ans, elle passe de l’aquarelle à l’huile. En dehors de l'aquarelle et de la gravure, Edwards est une illustratrice à succès, dessinant ses œuvres sur un support en bois. 
En 1862, elle envoie ses deux premières œuvres majeures à la Royal Academy of Arts de Londres. Ses œuvres Idle Hours et I Wandered by the Brookside sont acceptées et exposées. De 1864 à 1908, elle envoie son travail chaque année, à l'exception de 1873 pour cause de maladie. En 1908, elle expose 38 œuvres d'art à la Royal Academy.
Le 13 juin 1866, Edwards épouse John Freer. Freer travaille pour la Peninsular and Oriental Company, une entreprise de bateau à moteur. Edwards et Freer ont un fils, John E. L. Freer, né en 1867. Son mari meurt en 1869. À cette époque et tout au long de la décennie suivante, Mary Ellen soumet ses œuvres aux expositions annuelles de la Royal Academy. En 1872, elle épouse l'artiste John Charles Staples (1844 – 1897), avec qui elle travaille sur de nombreux projets jusqu'à sa mort à la fin du siècle.
Elle gagne en réputation pour ses illustrations de The Claverings de Trollope, qui sont publiées en série dans le Cornhill Magazine de 1866 à 1867. Elle illustre de nombreux livres pour enfants, dont That Boy of Northcott's de Charles Lever, dont beaucoup sont également imprimés à Cornhill. De 1869 à 1880, elle fait partie de l'équipe de The Graphic. Tout au long de sa longue carrière, elle travaille pour le Cornhill Magazine, l'Illustrated Times, le Graphic, Belgravia, Churchman, Argosy et Good Works.
Parallèlement à ses expositions, à la Royal Academy, elle expose quatre œuvres à la Royal Society of British Artists, une à la Royal Scottish Academy, huit au Royal Glasgow Institute, deux à la British Institution et neuf œuvres à la Société des femmes artistes. Elle contribue aux expositions de la Dudley Gallery avec des aquarelles en noir et blanc. Son travail est également exposé dans des galeries en France. Son illustration Waifs from the Great City est incluse dans le livre de 1905 Women Painters of the World. En 1959, son dessin Checkmated fait la couverture d'Illustrated Times, un magazine d'information hebdomadaire illustré en Grande-Bretagne.

## Style et influence
Mary Ellen Edwards travaille durant le XIXe et au début du XXe siècle. En raison du climat social prédominant de l'époque, elle n'est pas très populaire au sein d'une société qui regarde son art à travers le prisme traditionnel masculin. Elle se concentre davantage sur des illustrations qui expriment des émotions, et elle excelle dans ce domaine. De plus, bon nombre de ses œuvres tournent autour de scènes sociales mettant en scène des groupes de personnes. Elle excelle dans l'expression des émotions dans son travail, et ses pièces sont très puissantes et faciles à comprendre. Malheureusement, son style ne trouve pas un large public car elle fait de « l'art féminin » ; ses œuvres sont souvent considérées comme « féminines », « sentimentales » et « domestiques », rarement comparées de manière équitable à celles de ses homologues masculins.

### Exemple d'illustration de livre par Edwards
Les illustrations suivantes ont été peintes par Edwards pour Through the Meadows (1885) de Frederic Edward Weatherly (1848-1929). Outre les vingt-quatre illustrations en couleurs d'Edwards, il y a également des silhouettes de John C. Staples. 

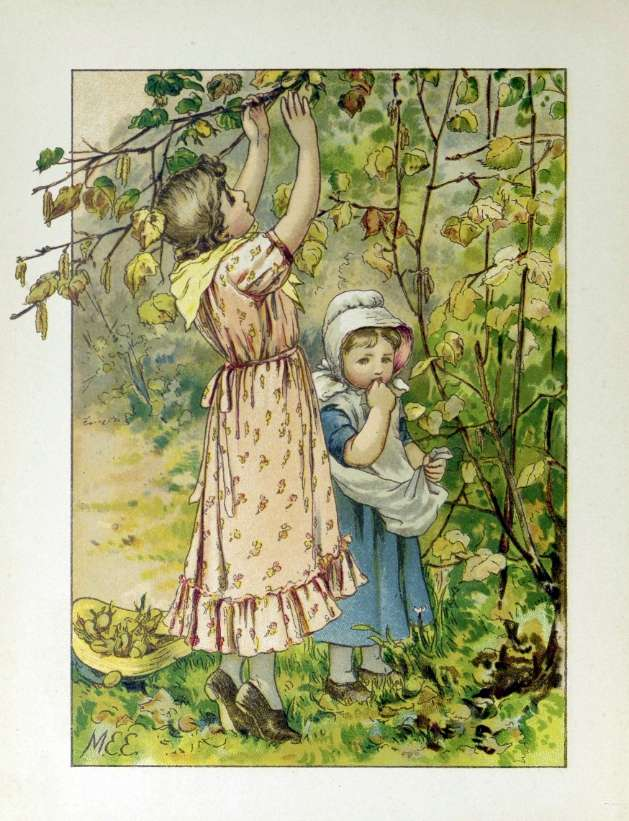
Page 6
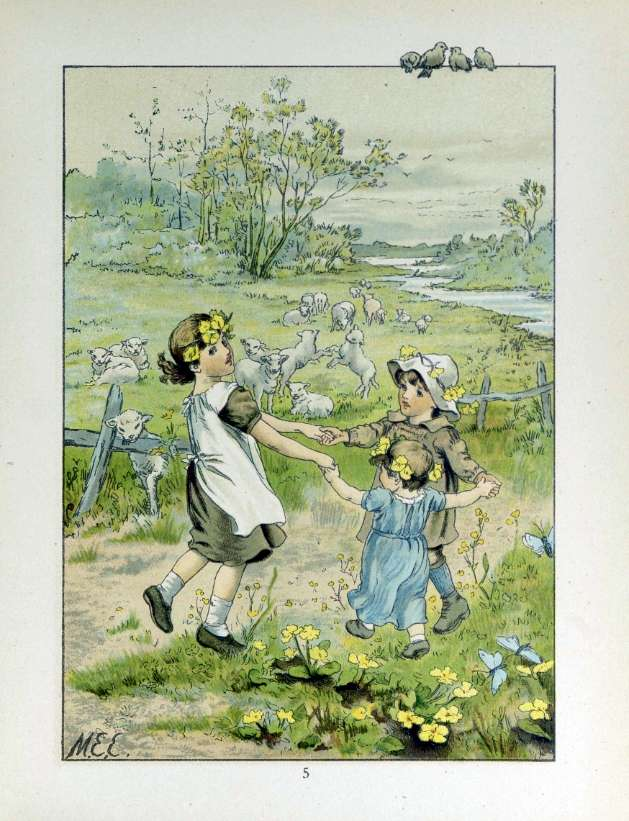
Page 9
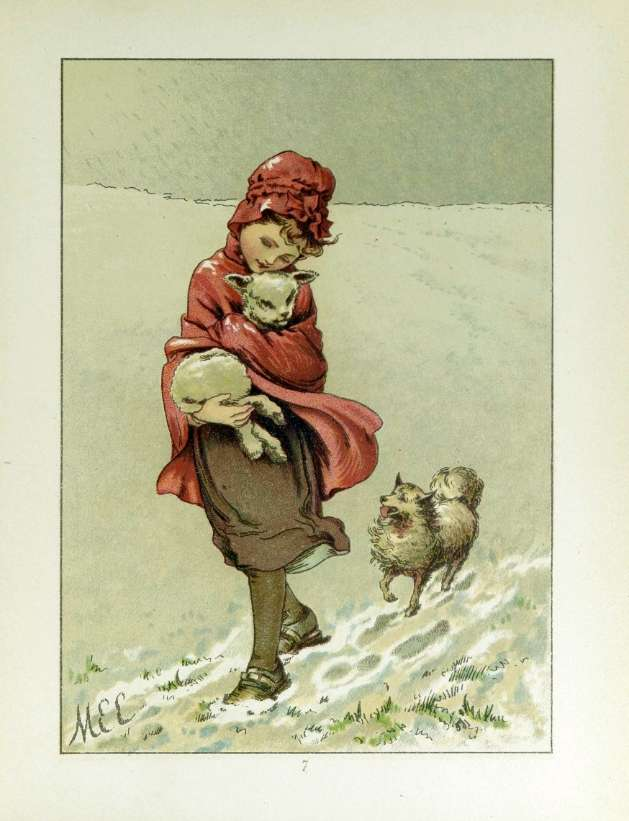
Page 11
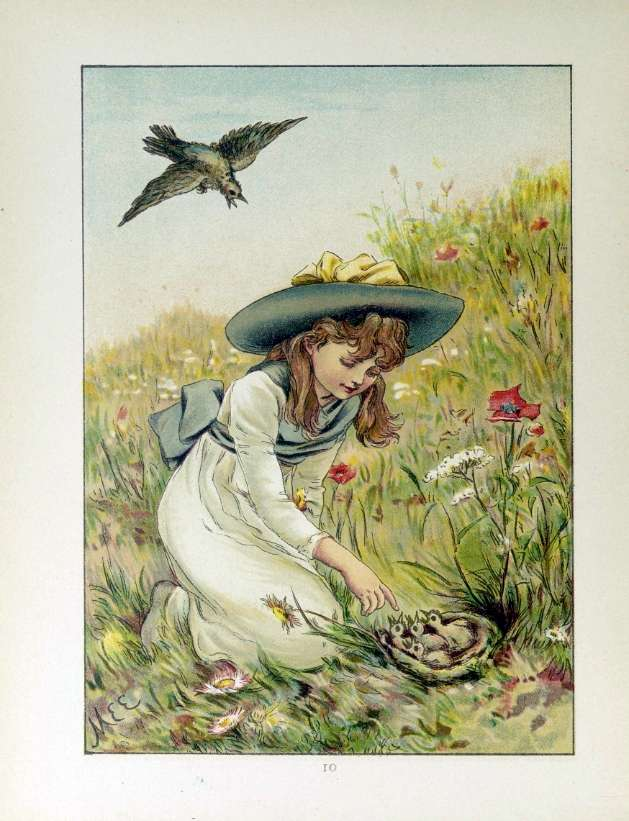
Page 14
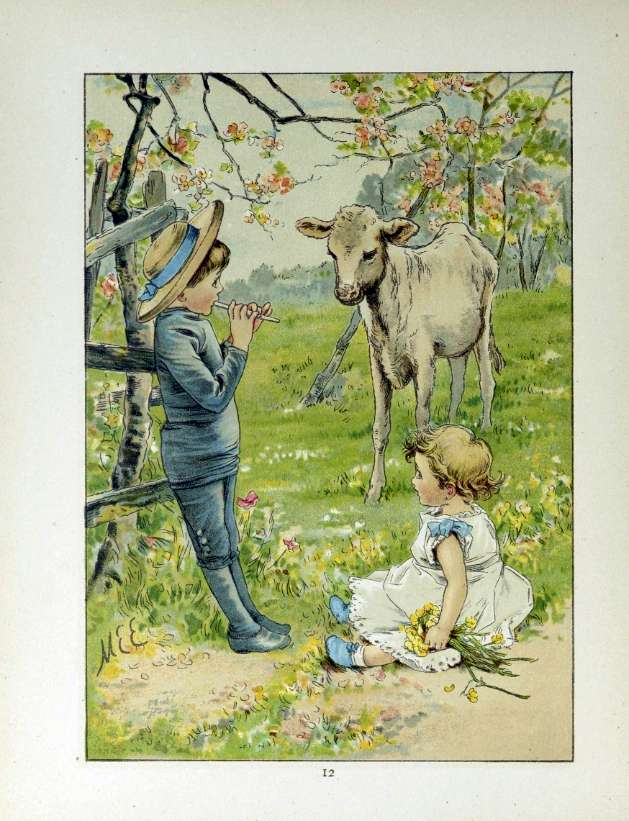
Page 16
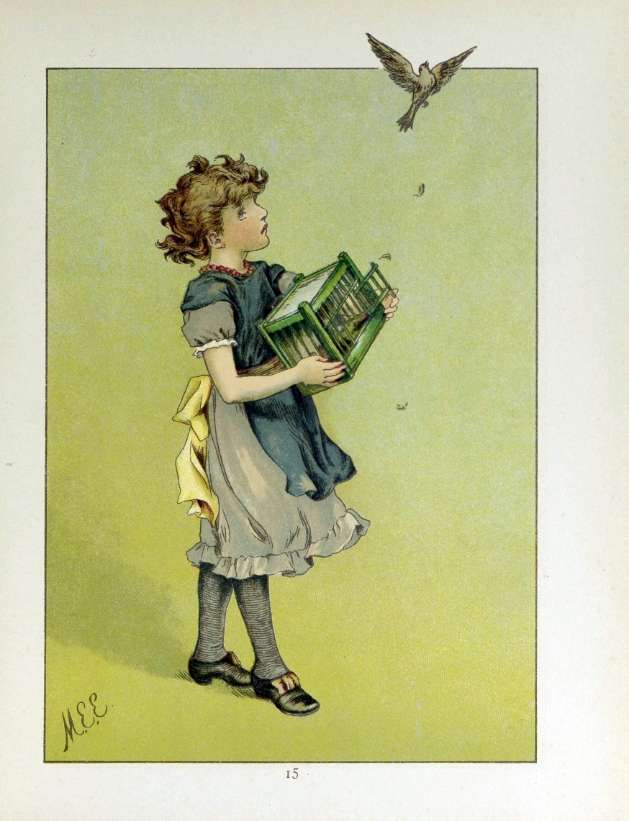
Page 19
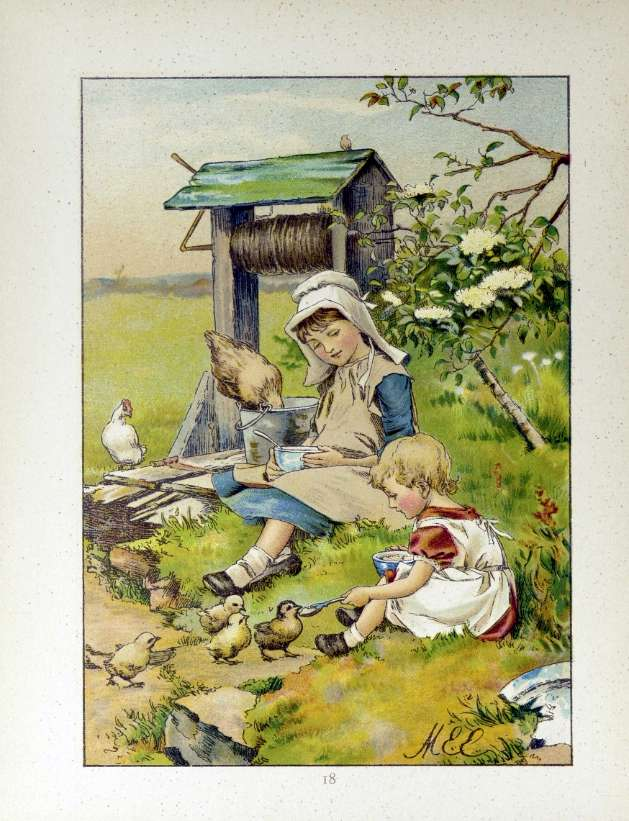
Page 22
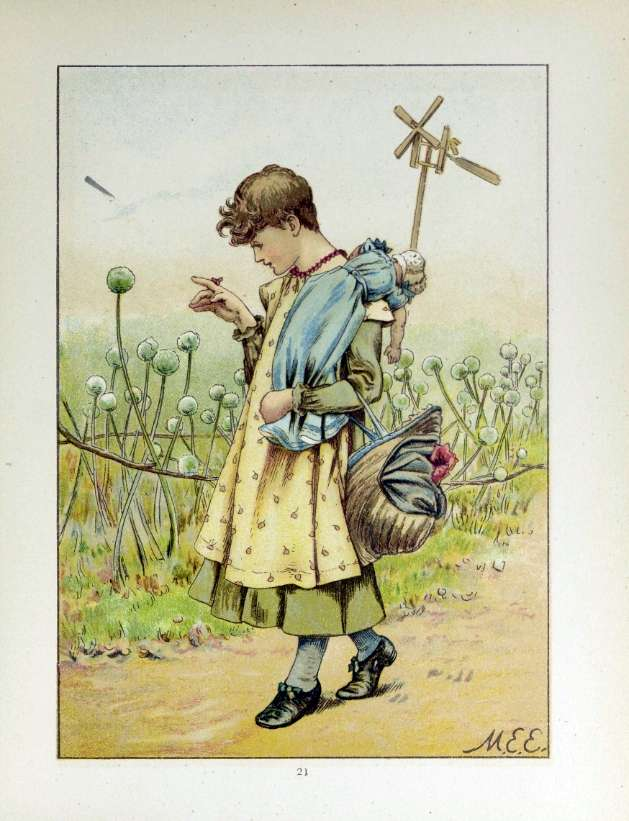
Page 25
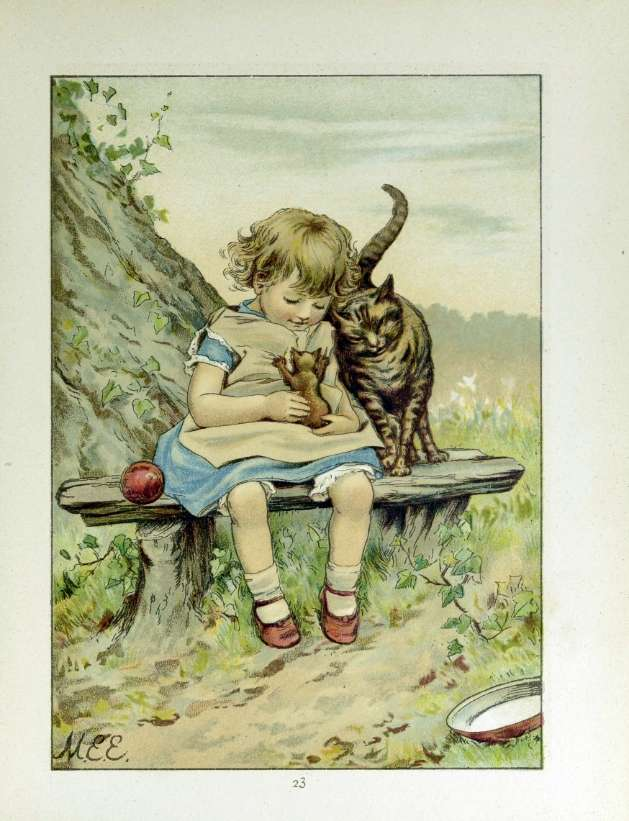
Page 27
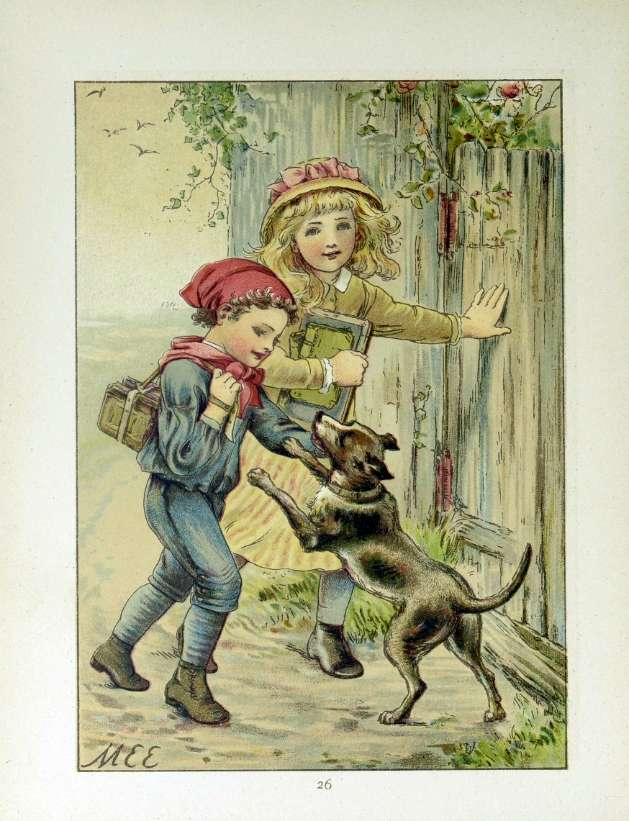
Page 30
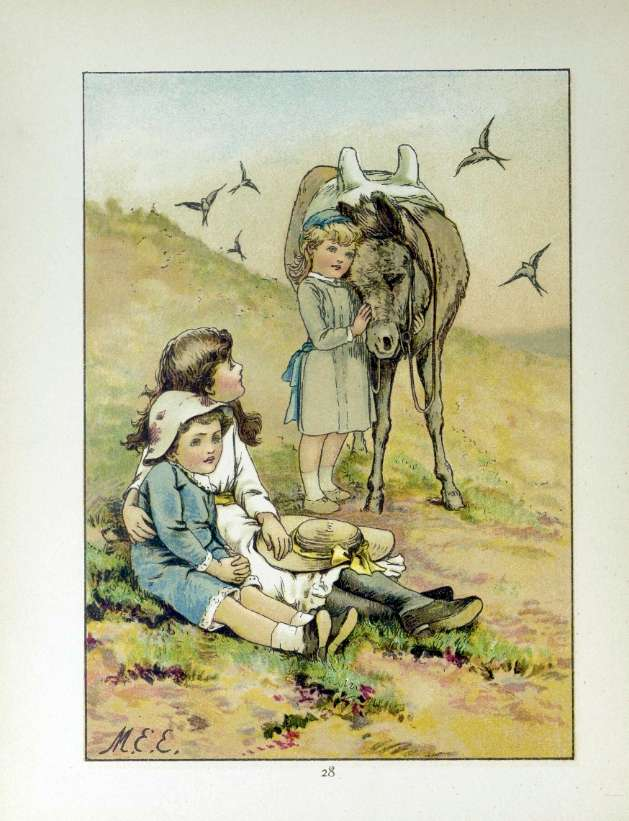
Page 32
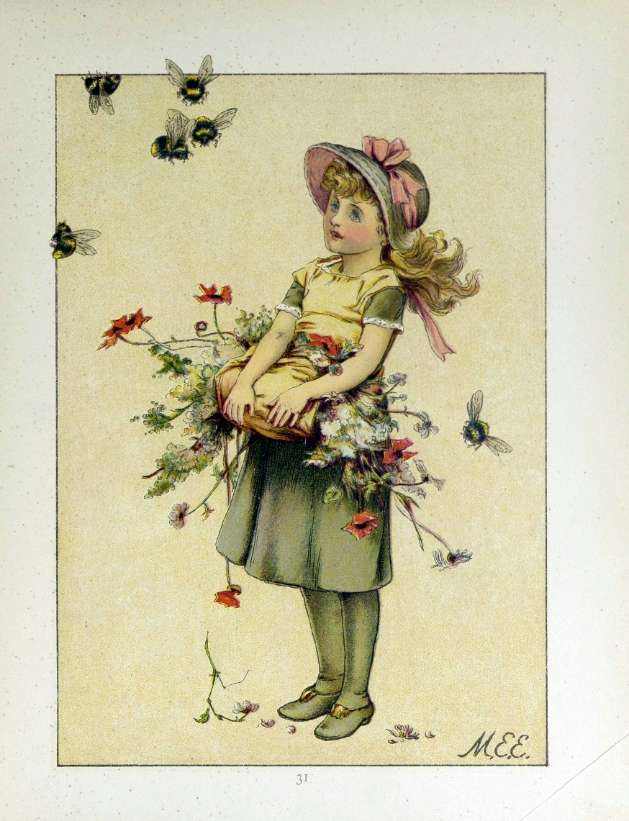
Page 35
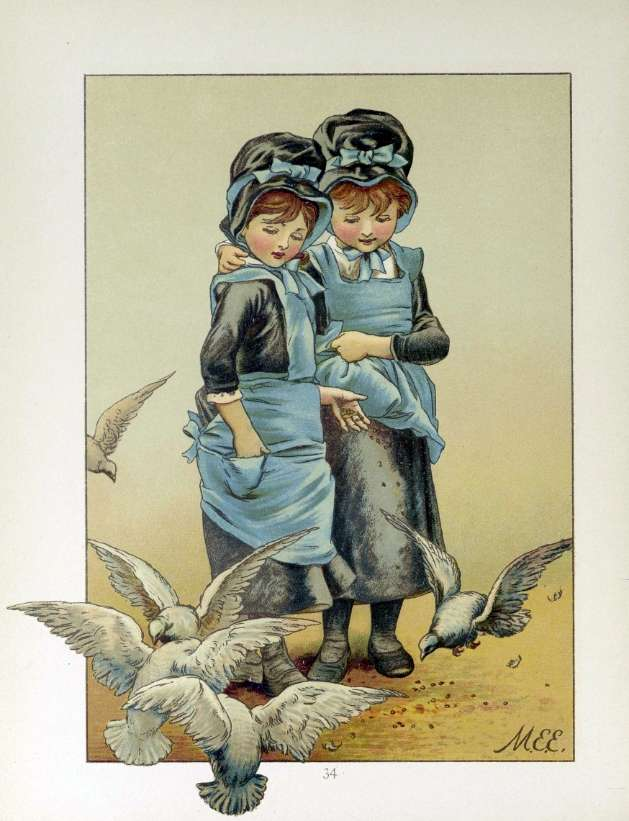
Page 38
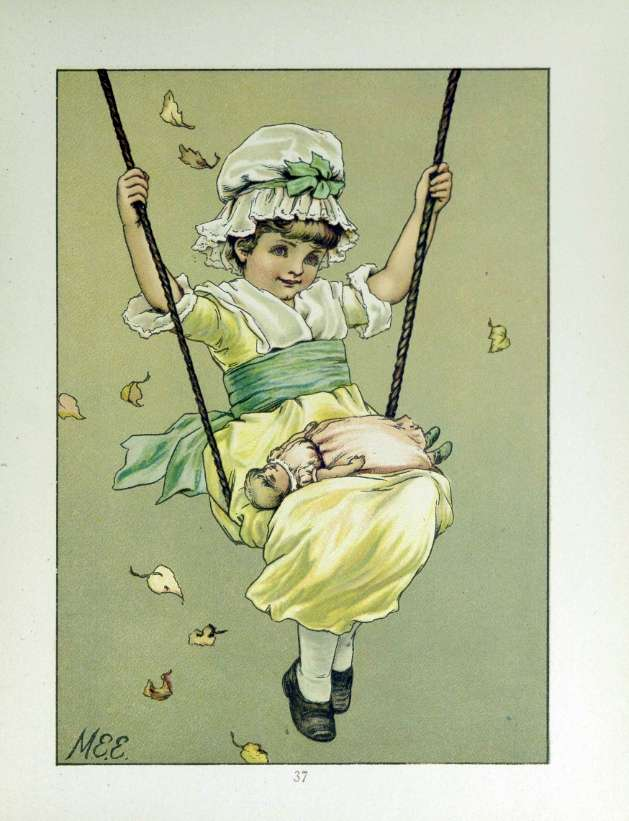
Page 41
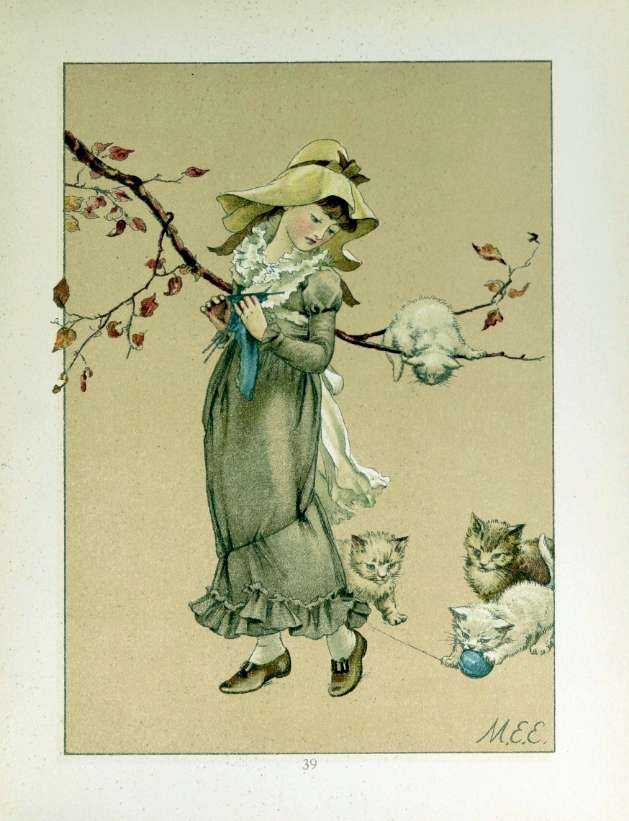
Page 43
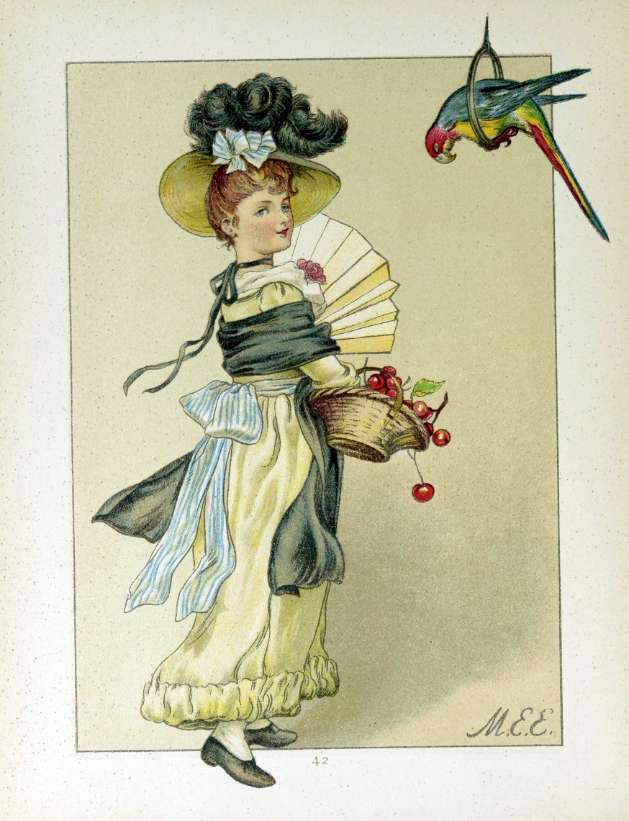
Page 46
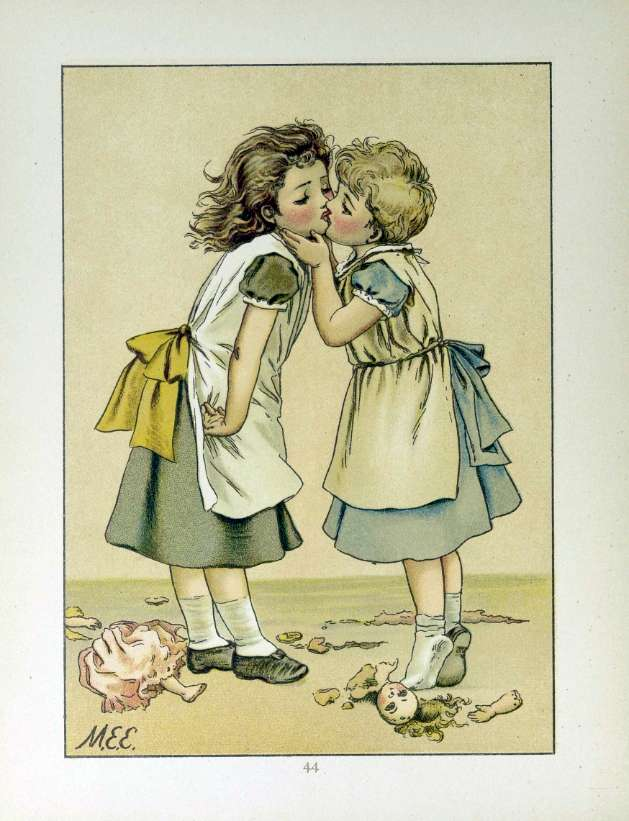
Page 48
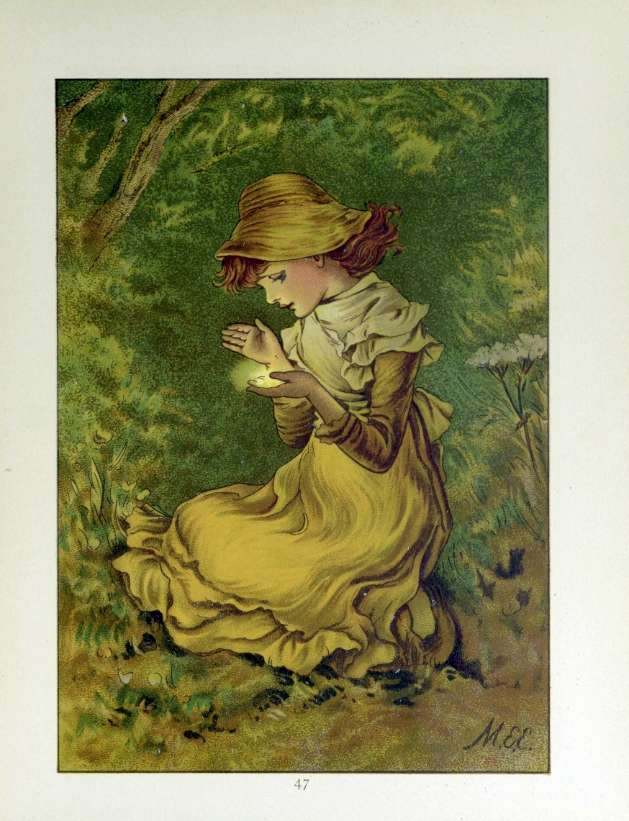
Page 51
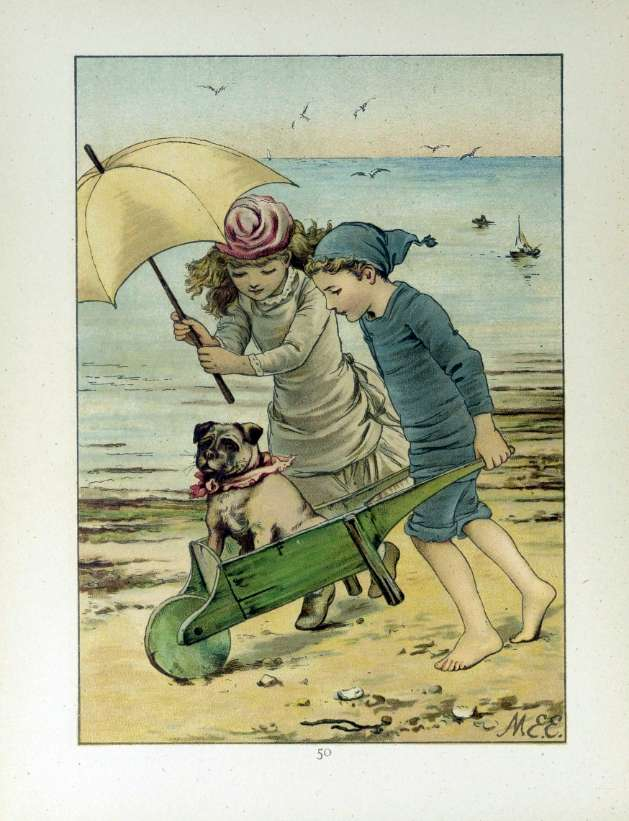
Page 54
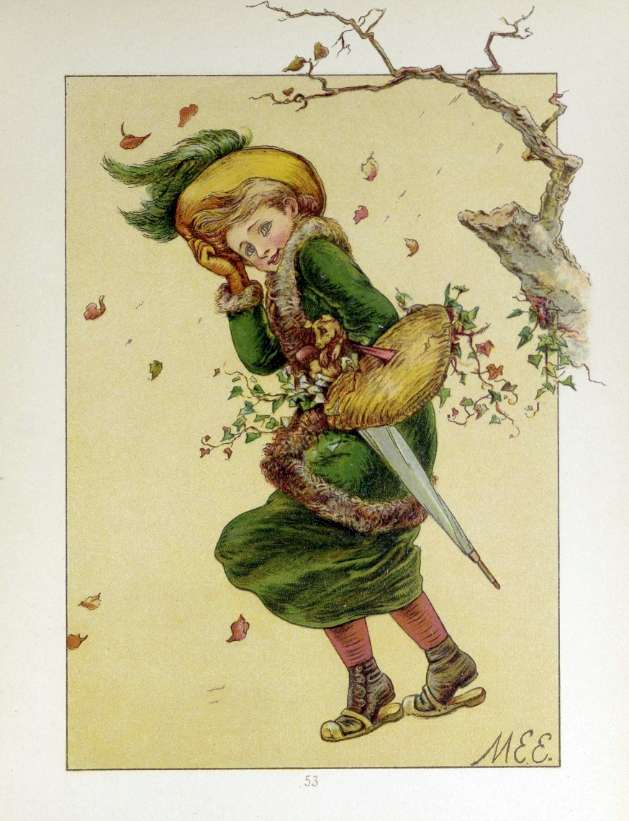
Page 57
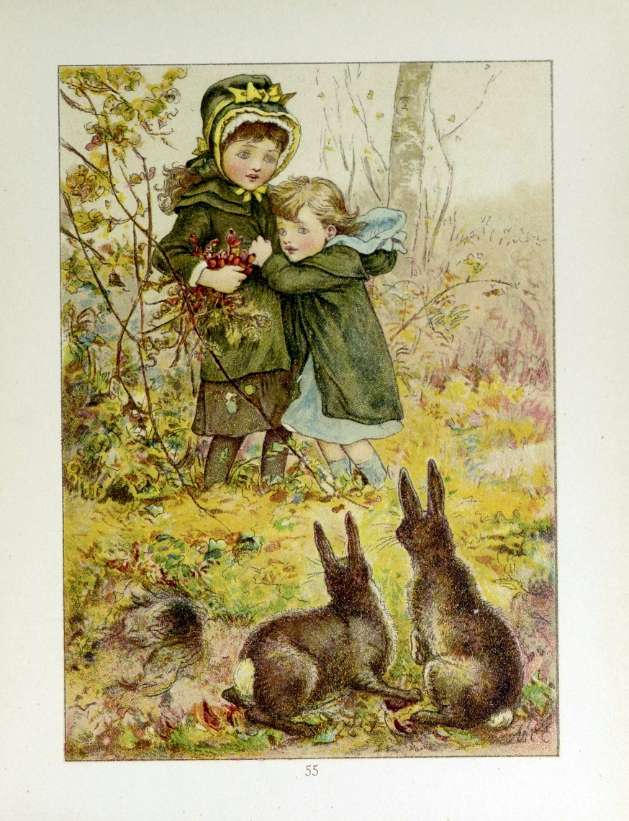
Page 59
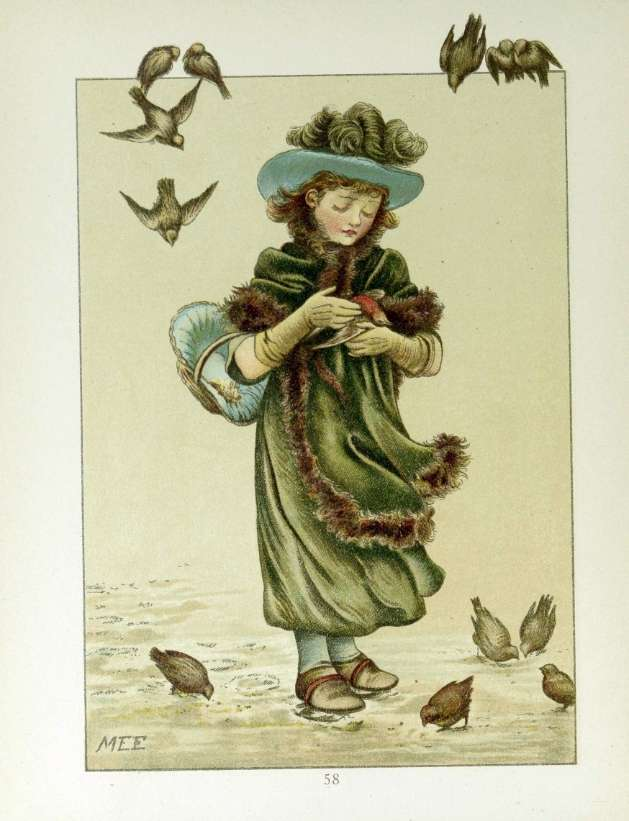
Page 62
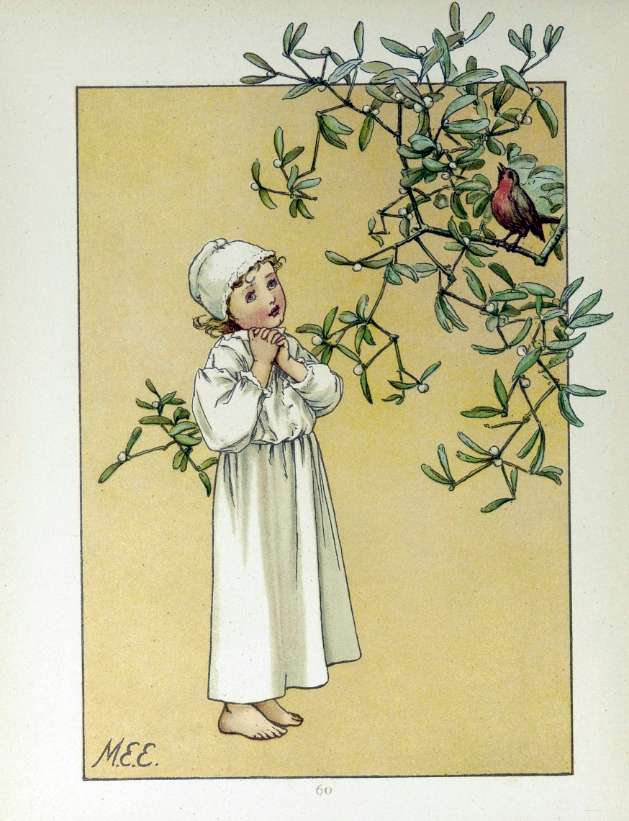
Page 64
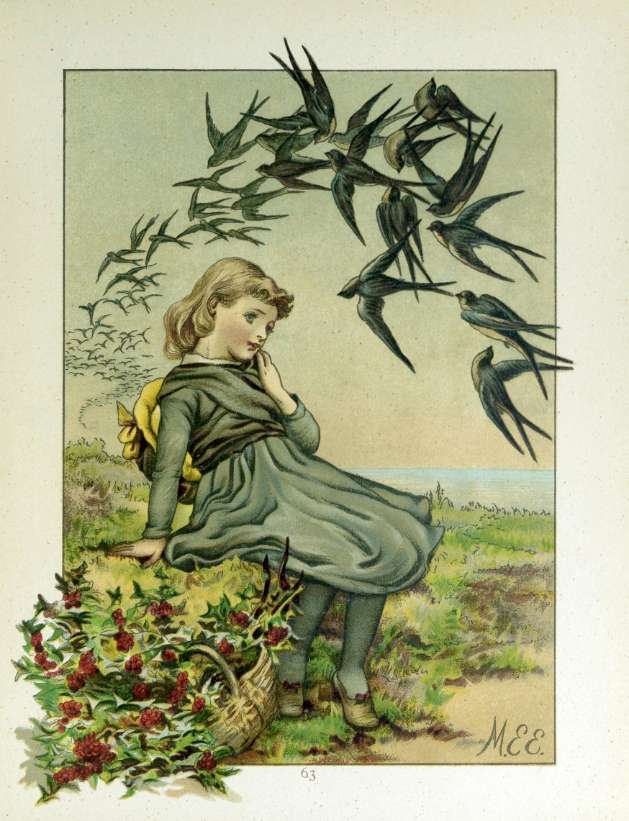
Page 67

## Œuvres

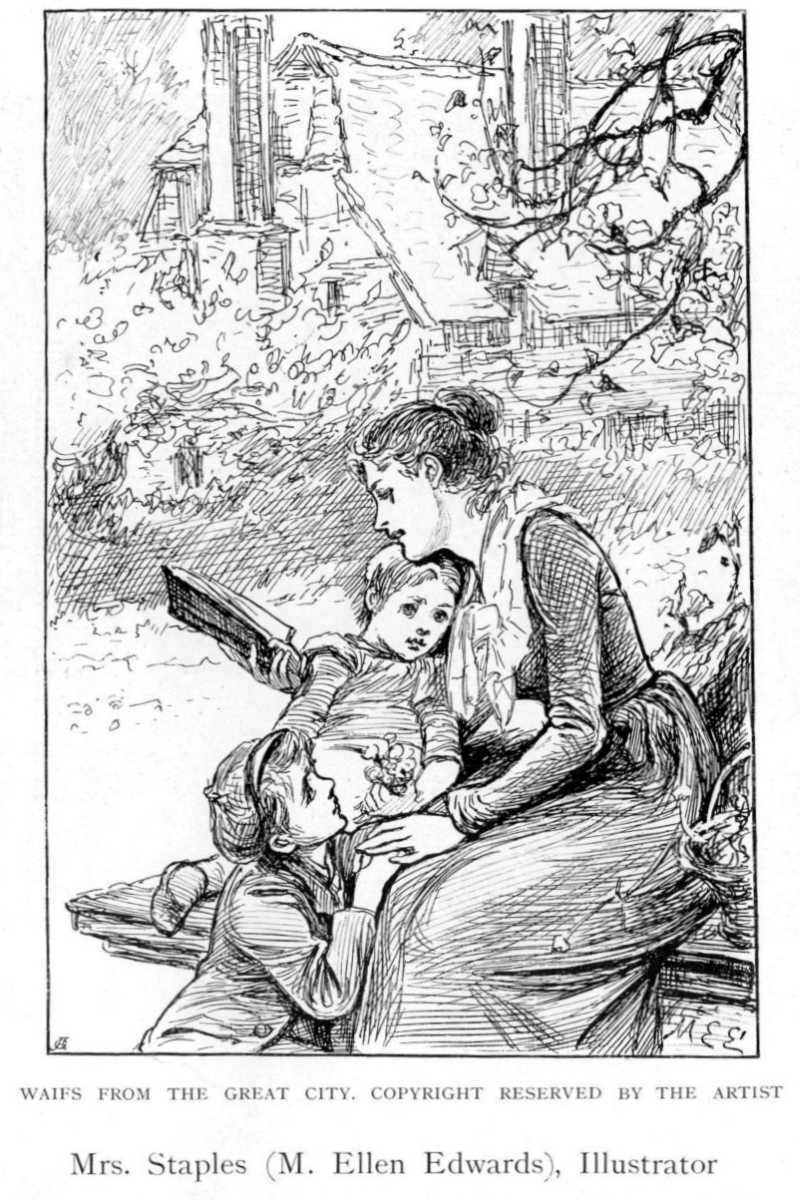
Waifs de la grande ville
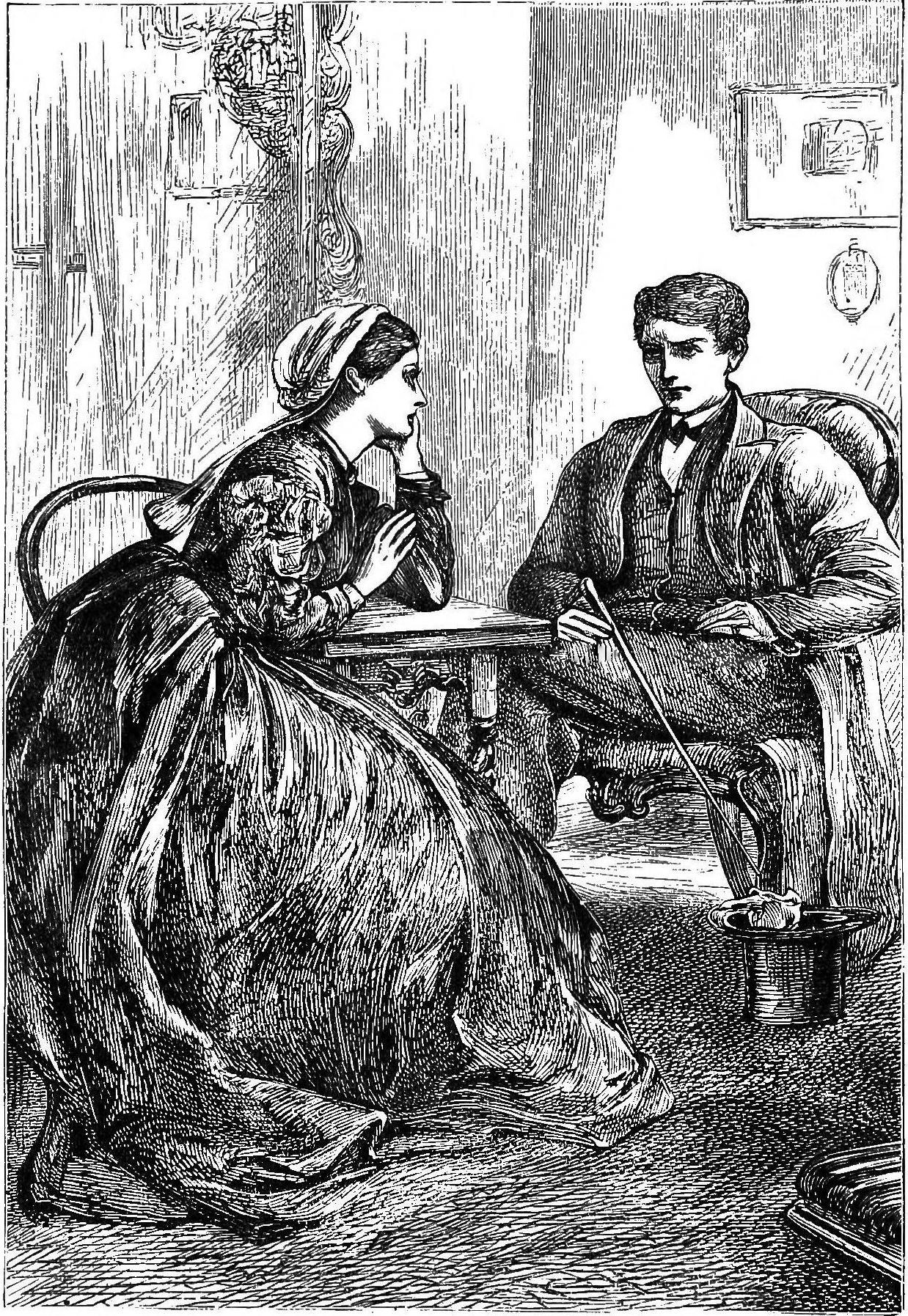
Les Claverings
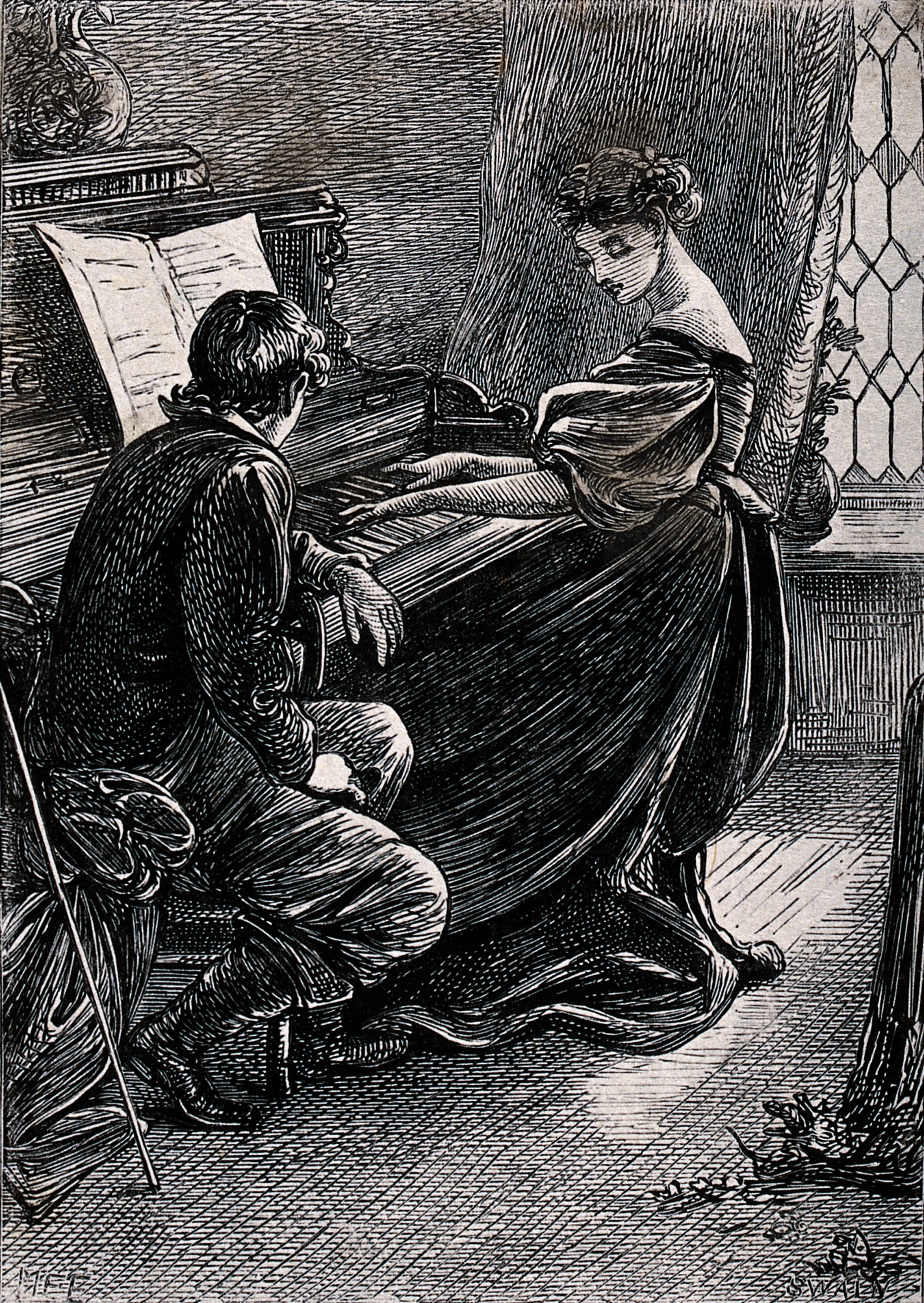

- Heures d'inactivité
- J'ai erré près du Brookside
- Le dernier baiser
- En mémoire
- Au revoir
- Échec et mat
- Ce garçon de Northcott (illustré)
- Plaidoyer pour la paix
- Le chemin de la vieille église
- Rosalinde et Célia
- La danse de la mort  - Waifs de la grande ville
  - Les Claverings